# Années 380
Les années 380 couvrent la période de 380 à 389.

## Événements
- Vers 378-405 : règne de Niall, roi d'Irlande, fondateur de la dynastie de O'Neill[1].
- 380 : édit de Thessalonique, promulgué par l'empereur romain Théodose Ier le 27 février[2] ; le christianisme est déclaré comme religion officielle de l'Empire romain ; l’Église, nouveau corps dans l’Empire, prend une importance grandissante[3]. Le paganisme subsiste cependant dans les campagnes.
- Vers 380 : 
  - le culte de la croix se diffuse ; Grégoire de Nazianze, décrivant l’église des Saints-Apôtres à Constantinople, souligne le premier sa ressemblance avec la croix[4].
  - la liturgie des Églises de Syrie est fixé dans les Constitutions apostoliques, compilées à Antioche[5].
- 381 : le premier concile de Constantinople adopte le Symbole de Nicée[2].
- 381-382 : les Scots d’Hibernie (Irlande) et les Pictes de Calédonie franchissent le mur d'Hadrien mais sont repoussés par Maxime[6].
- 382 : paix entre l'Empire romain et les Wisigoths ; Théodose Ier leur accorde des terres et une autonomie politique contre des services militaires[6].

- 383-388 : 
  - règne de Shapur III, roi de Perse[7].

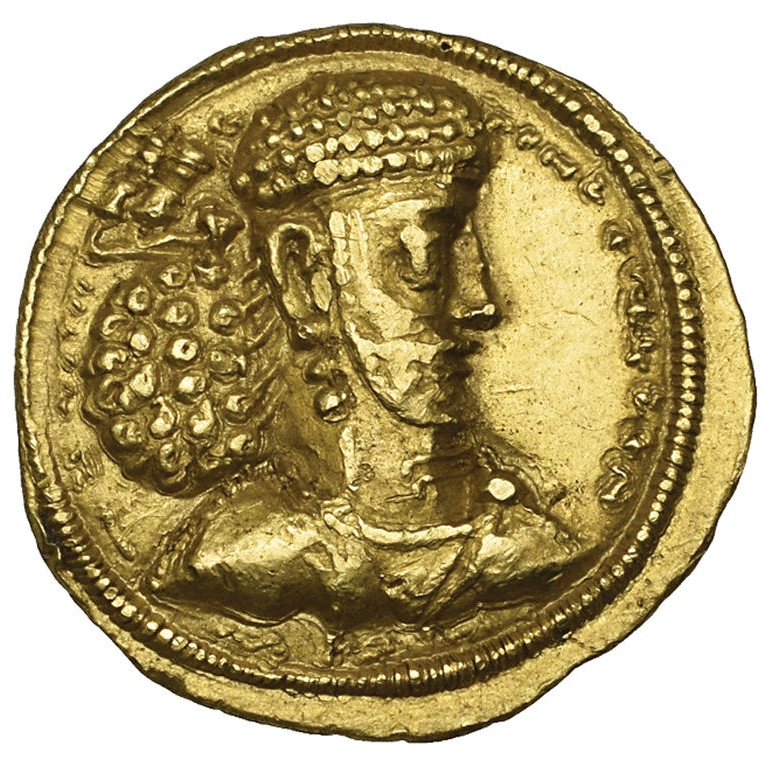
Monnaie de Shapur III.

  - usurpation de Maxime en Gaule puis en Italie[6].
- 384 : fermeture des temples en Égypte par l’empereur Théodose Ier[3]. La connaissance des hiéroglyphes se perd progressivement. Le dernier texte hiéroglyphique connu est un graffiti de Philae daté du 24 août 394[8].
- Vers 384 : Ambroise de Milan introduit le plain-chant dans le culte divin (rite ambrosien), en reprenant quelques anciennes mélodies populaires grecques[9].
- 386 : Tuoba Gui (en) (拓拔珪) fonde la dynastie Wei du Nord en Chine, avec pour capitale Pingcheng (Datong)[10].
- 386-387 : Jean Chrysostome commence sa prédication. Après avoir expérimenté la vie d'ascète dans les environs d’Antioche, il est ordonné diacre par Mélétios à Antioche pendant l’hiver 380-381 ; il écrit les trois livres Contre les adversaires de la vie monastique puis est ordonné prêtre en 386[11].
- 387 : Maxime prend le contrôle de l'Italie[6].

## Personnages significatifs
- Augustin d'Hippone
- Grégoire de Nazianze
- Jean Chrysostome
- Justine (impératrice)
- Maxime (empereur romain)
- Niall Noigiallach
- Priscillien
- Quintus Aurelius Symmaque
- Sirice
- Théodose Ier
- Valentinien II